# Endoclita makundae
Endoclita makundae là một loài bướm đêm ma (Hepialidae) được mô tả năm 2022 dựa trên mẫu vật được tìm thấy tại bang Assam, Ấn Độ. Loài này có sải cánh khoảng 75 mm (3,0 in). Môi trường sống của Endoclita makundae bao gồm rừng thường xanh và bán thường xanh trên địa hình thấp.